# 弗拉肯湖
52°26′9.72″N 13°45′45.39″E / 52.4360333°N 13.7626083°E

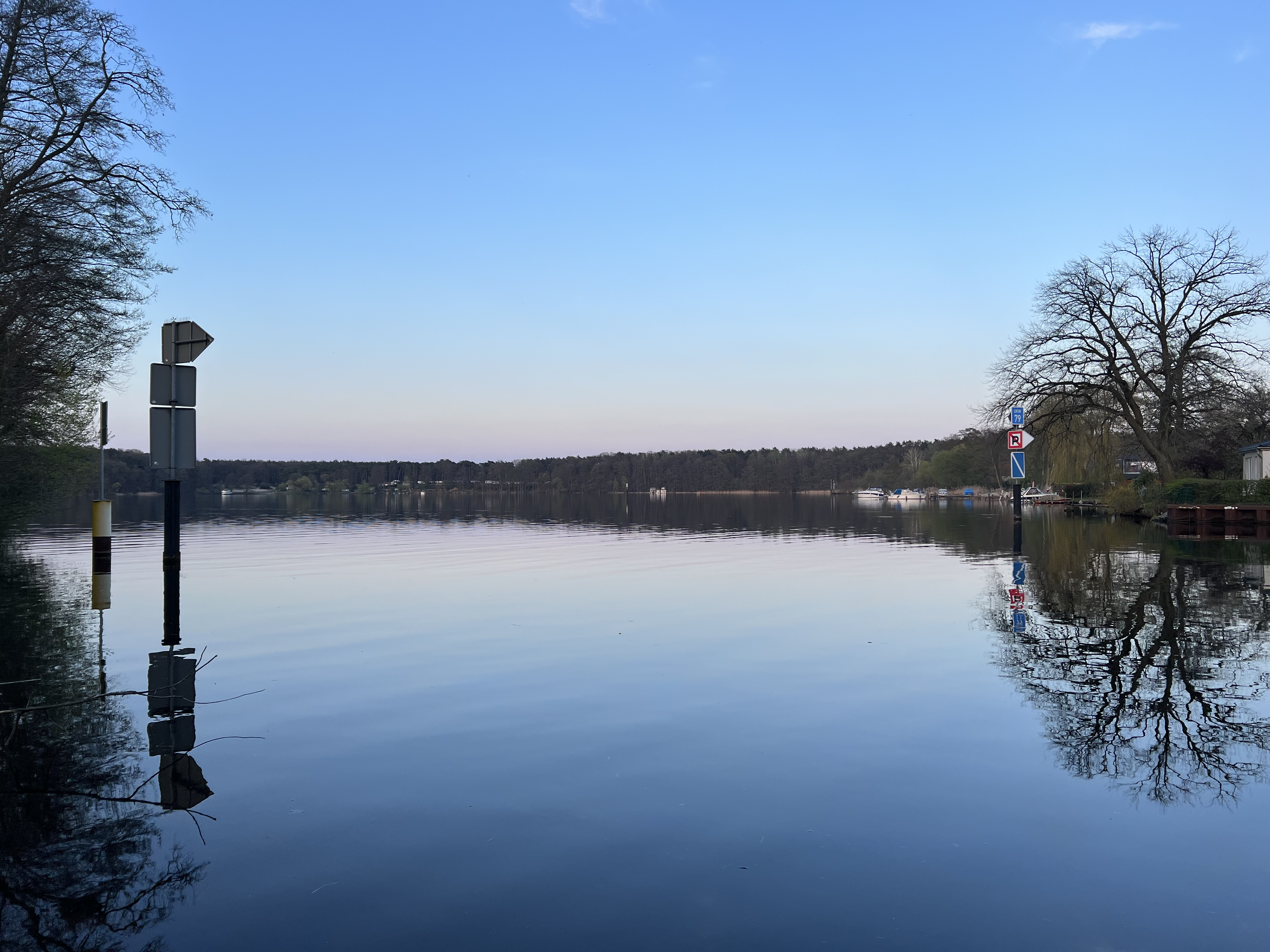

弗拉肯湖（德語：Flakensee），是德國的湖泊，位於該國東北部，由勃蘭登堡州負責管轄，處於奧得-施普雷縣，長1.9公里、寬0.7公里，面積0.67平方公里，平均水深4米，最大水深7米。